# 越野忠則
越野 忠則（こしの ただのり、 1966年4月3日 - ）は、日本の柔道家（講道館6段）。北海道白糠郡白糠町出身。
1991年の世界選手権で優勝し、1992年のバルセロナオリンピックでは銅メダルを獲得。現在は国際武道大学の准教授を務める。身長159cm。

## 経歴

### 生い立ち
1966年、釧路支庁（当時）に属する白糠町で、代々漁業を営む家の長男として生まれる。生まれつき大人しく内向的な性格の越野を見かねた両親の勧めで、小学校3年の時に町のスポーツ少年団で柔道を始めた。
心身を鍛えるために始めた柔道がいつの間にか生活の中心となり、町立白糠中学時代には道内でも知られる存在に。中学卒業後は漁師の道を歩むことを決められていた越野だが、柔道を続けたい気持ちを抑えきれず、両親と「中学校の全道大会で優勝したら高校進学、負けたら家業を継ぐ」という約束を取り付け、優勝を成し遂げた。
高校は経済的な理由もあり、地元の白糠高等学校へ入学。部員が10人にも満たない弱小柔道部であったが、常に自分より大きい相手と戦う軽量級の越野にとっては、「田舎の公立高校でも乱取の相手に不足はなかった」と当時を振り返る。また、中学・高校時代の6年間は指導者にも恵まれ、厳しい稽古の甲斐もあり、高校3年次のインターハイ（軽量級）で3位の好成績を残す。高校卒業後は家業を継ぐつもりだったが、顧問や大学のスカウトからの「この環境でインターハイに出られるのだから、環境が整えばどこまで成長するかわからない」という言葉に心を揺さぶられ、大学でとことん自分を試す決断をした。

### 恩師・佐藤宣践
1985年4月、東海大学へ進学。同大学が当時の大学柔道界で最強を誇ったことや、指導者の佐藤宣践が同じ北海道の出身だったことが、東海大学を選ぶ決め手となった。入学に際し、大学1年次の目標に“ジュニア強化選手入り”と“講道館杯出場”を掲げた越野だが、ライバルのいなかった北海道での生活とは違い、同じ軽量級に20人もいる東海大学柔道部ではレギュラーにすらなれなかった。同階級の選手にさえ全く歯が立たたず焦りを感じていた越野だったが、1年の終わりに世界ジュニア選手権の予選で準優勝をするとジュニア強化選手入りを果たし、2年次の春には念願の講道館杯出場も果たした。この頃には、軽量級には珍しい奥襟を持つ組手を佐藤より教わり、奥襟さえ持てば重量級の相手でも投げ飛ばす程に成長していた。
その後は強化ランクもCからBへ上がり、2年・3年次で正力杯を連覇したほか、3年次には講道館杯、全日本体重別選手権で決勝まで進出するなど軽量級で頭角を現し、周囲からも細川伸二の後継者として期待を集めた。当時のことを「自分が思い描いていた以上にとんとん拍子だった」と越野。この頃、佐藤より「足癖の悪さを生かせ」として、後輩の甲斐康浩と共に叩き込まれた足技の連絡技は、終生越野の持ち技となった。
大学4年次になると目標をソウルオリンピックに定めるが、選考会を兼ねた全日本選抜体重別選手権の決勝で細川に敗れオリンピック出場を逃した越野は一気に脱力し、直後の練習で右膝半月板を損傷、全治4カ月の重傷と診断される。この4カ月間のブランクの間に越野は奥襟を持つ変則柔道に限界を感じ、一つの組手から全ての技を掛けられる山下泰裕の組手を理想とした。技もそれまでの内股・大外刈等の大技中心のスタイルから、背負投をはじめとするオーソドックスな柔道へ変更。ゼミ教官の山下泰裕のもと取り組んだ自身の卒業論文『背負い投げの研究』は、現在も指導の際に活用するという。北海道の田舎侍から日本を代表する柔道家へと大きく羽ばたいた大学時代について越野は、尊敬する恩師として佐藤の名を、最も影響を受けた人物として山下の名を挙げている。また、いつも怒られていた佐藤については、尊敬すると同時に「俺ほど佐藤先生とウマが合った奴はいない」と言ってはばからない。

### オリンピックで銅メダル
1989年に大学卒業後は、現役を続けるため実業団の東洋水産に入社。講道館杯で4連覇、全日本選抜体重別選手権で3連覇を果たすなど国内で軽量級の第一人者に躍り出たほか、1989年の世界選手権（ベオグラード）で準優勝、翌90年のアジア大会（北京）で優勝という成績を残し、91年の世界選手権（バルセロナ）ではついに世界の頂点に立った。オリンピックイヤーの1992年には、大会直前の全日本選抜体重別選手権で格下の乙黒靖雄に敗れるも、屈辱をバネにプライドを捨てて稽古に打ち込んだ。「自分の力を出し切る」と臨んだオリンピック本番では、準決勝でEUNのナジム・グセイノフに敗れたものの、そこから気持ちを切り替えて3位決定戦でフランスのフィリップ・プラディロールに合技で一本勝ちし銅メダルを獲得した。なお、試合後のインタビューで「力と力の勝負をして（グセイノフに）負けたんだから仕方ない。俺よりも強い奴がいたという事です。」と晴れ晴れしい表情で語った。

### 指導者として
オリンピックを最後に現役を引退すると、1993年より千葉県勝浦市の国際武道大学で教職に就いた。これは、大学時代の恩師・佐藤が「世界チャンピオンになったら教員のポストを用意してやる」と約束していたものだった。同大学で助手から柔道部コーチとなり、現在は准教授・柔道部監督を務める。指導者としての目標に佐藤の名を掲げると同時に、「学生選手権でウチ（国際武道大）が東海大学に勝つ事で恩返しをしたい」と語る。

## 人物
現役時代は、内股、背負投や多彩な足技（特に小内刈や小外刈）に加え、巴投、腕挫十字固などを得意技とした。小内刈や小外刈を掛ける際に強靭な足首が活きるが、これは山口香の小内刈と足首を参考にしたという。
北海道弁混じりのユーモアあふれる語り口が特徴で、本人曰く「畳の上と違い、実生活の俺はかなりおもしろい」。オリンピック後の「金じゃなくてゴメンね」という発言は一時期話題になった。指導者としての越野は、道場以外での学生の面倒見も良く、巧みな語り口で学生とのコミュニケーションも忘れない。

## 主な戦績
- 1984年 - インターハイ 3位
- 1986年 - 講道館杯 3位
- 1986年 - 選抜体重別 3位
- 1986年 - 正力杯 2位
- 1986年 - 新人体重別 2位
- 1987年 - 正力国際 優勝
- 1987年 - 講道館杯 2位
- 1997年 - 選抜体重別 2位
- 1987年 - 正力杯 2位
- 1988年 - 選抜体重別 2位
- 1988年 - アジア選手権 優勝
- 1989年 - 講道館杯 優勝
- 1989年 - 選抜体重別 優勝
- 1989年 - 世界選手権 2位
- 1990年 - 講道館杯 優勝
- 1990年 - 選抜体重別 優勝
- 1990年 - アジア大会 優勝
- 1991年 - 講道館杯 優勝
- 1991年 - 選抜体重別 優勝
- 1991年 - 世界選手権 優勝
- 1992年 - 講道館杯 優勝
- 1992年 - 選抜体重別 2位
- 1992年 - バルセロナオリンピック 3位

## 所属学会
- 日本武道学会
- 千葉体育学会